# Ali Selmi
Ali Selmi é um ex-treinador profissional tunisiano, assumiu o comando durante a Copa do Mundo de 1998.